# Велика Бабина Гора
Велика Бабина Гора (хрв. Velika Babina Gora) је насељено место у општини Ђуловац, Бјеловарско-билогорска жупанија, Хрватска.

## Историја
До територијалне реорганизације у Хрватској била је у саставу старе општине Дарувар.

## Становништво
У попису становништва из 2011. године, Велика Бабина Гора је имала 55 становника.
| Број становника према пописима | Број становника према пописима | Број становника према пописима | Број становника према пописима | Број становника према пописима | Број становника према пописима | Број становника према пописима | Број становника према пописима | Број становника према пописима | Број становника према пописима | Број становника према пописима | Број становника према пописима | Број становника према пописима | Број становника према пописима | Број становника према пописима | Број становника према пописима |
| ------------------------------ | ------------------------------ | ------------------------------ | ------------------------------ | ------------------------------ | ------------------------------ | ------------------------------ | ------------------------------ | ------------------------------ | ------------------------------ | ------------------------------ | ------------------------------ | ------------------------------ | ------------------------------ | ------------------------------ | ------------------------------ |
| 1857                           | 1869                           | 1880                           | 1890                           | 1900                           | 1910                           | 1921                           | 1931                           | 1948                           | 1953                           | 1961                           | 1971                           | 1981                           | 1991                           | 2001                           | 2011                           |
| 0                              | 0                              | 0                              | 0                              | 0                              | 856                            | 776                            | 650                            | 479                            | 459                            | 400                            | 347                            | 198                            | 142                            | 94                             | 55                             |

Напомена: Исказује се као насеље од 1931. Године 1910. и 1921. исказиван је део насеља под именом Бабина Гора за који садржи податке у наведеним годинама.